# Бибербах, Людвиг
Людвиг Георг Элиас Моисей Би́бербах (нем. Ludwig Bieberbach; 4 декабря 1886, Годделау, Гессен — 1 сентября 1982, Обераудорф, Бавария) — немецкий математик. Наиболее известен исследованиями кристаллографических групп, а также работами в области теории функций комплексных переменных и комплексной динамики.

## Биография
Родился в Ридштадте, недалеко от Дармштадта. Учился в Гейдельберге и также в Геттингене под руководством Феликса Кляйна. Защитил диссертацию в 1910 году по теории автоморфных функций. В том же году стал приват-доцентом в Кёнигсбергском университете. В 1911 году прошёл хабилитацию.
Работал профессором Базельского университета в 1913 году. В 1915 году преподавал вo Франкфуртском университете и с 1921 по 1945 в Берлинском университете.
В 1945 году Бибербах был уволен со всех занимаемых должностей из-за своей поддержки нацизма. В 1949 году был приглашён Островским для чтения лекций в Базельском университете — Островский считал, что политические взгляды Бибербаха не имеют отношения к его вкладу в математику.
В пятидесятые годы он жил в Далеме, а позже в Верхней Баварии.

## Научный вклад
Бибербах известен своими исследованиями кристаллографических групп, в частности им была решена 18-я проблема Гильберта.
У него также есть работы в комплексном анализе, где им были получены результаты, аналогичные результатам Пьера Фату.
В 1916 году он сформулировал так называемую гипотезу Бибербаха,
дав необходимые условия на ряд Тейлора голоморфной функции инъективной в открытом диске комплексной плоскости.
В 1984 году эта гипотеза была доказана Луи де Бранжем.

## Политика
Бибербах присоединился к штурмовым отрядам в 1933 году и вступил в Национал-социалистическую партию в 1937 году.
Он с энтузиазмом участвовал в увольнении своих еврейских коллег, в том числе Эдмунда Ландау и своего соавтора Исая Шура.
Бибербах находился под сильным влиянием Теодора Фалена, другого немецкого математика, который вместе с Бибербахом основал движение «Deutsche Mathematik» (Немецкая математика) и журнал с одноимённым названием.
Цель движения заключалась в стимулировании и поощрении «немецкого», определённого как интуиционистского, стиля в математике.
Бибербах и Фален были частью более широкой тенденции в научном сообществе расового отношения к науке, распространённой в нацистской Германии.

### Цитаты
"… пространственное воображение является характерным для германской расы, в то время как чисто логическое рассуждение богаче развито у романской и еврейской рас. … " (в Stilarten mathematischen Schaffens, с. 357).

## Работы
- Zur Theorie der automorphen Funktionen. Inaugural-Dissertation zur Erlangung der Doktorwürde der hohen philosophischen Fakultät der Georg-August-Universität Göttingen, Göttingen, 1910.
- Über einen Satz des Herrn C. Jordan in der Theorie der endlichen Gruppen linearer Substitutionen. Verlag der Königlich Preussischen Akademie der Wissenschaften, Berlin 1911. (= Sitzungsberichte der Königlich Preussischen Akademie der Wissenschaften X, 1911).
- Einführung in die konforme Abbildung. de Gruyter, Berlin 1915
- Funktionentheorie. Teubner, Leipzig 1922. (= Teubners Techn. Leitfäden, 14)
- Theorie der Differentialgleichungen. Vorlesungen aus dem Gesamtgebiet der gewöhnlichen und der partiellen Differential-Gleichungen. 1923, Berlin (=Grundlehren der mathematischen Wissenschaften 6)
- Differential- und Integralrechnung. Band 1 Differentialrechnung. 1927
- Lehrbuch der Funktionentheorie. Band 2 Moderne Funktionentheorie. Teubner, Leipzig und Berlin 1927
- Vorlesungen über Algebra, Unter Benutzung der dritten Auflage des gleichnamigen Werkes von Dr. Gustav Bauer. 4. Auflage, Teubner, Berlin und Leipzig 1928.
- Theorie der Differentialgleichungen. Vorlesungen aus dem Gesamtgebiet der gewöhnlichen und der partiellen Differentialgleichungen. Dritte neubearbeitete Auflage. Springer, Berlin 1930 (= Die Grundlehren der Mathematischen Wissenschaften in Einzeldarstellungen mit besonderer Berücksichtigung der Anwendungsgebiete. Band VI)
- Lehrbuch der Funktionentheorie. Band I Elemente der Funktionentheorie. Leipzig 1930
- Analytische Geometrie. Leipzig 1930.
- Projektive Geometrie. Teubner, Leipzig und Berlin 1931.
- Differentialgeometrie. 1932
- Einleitung in die höhere Geometrie. Leipzig 1933 (=Teubner’s mathematische Leitfäden, Band 39)
- Galilei und die Inquisition. München 1938
- Carl Friedrich Gauß. Ein deutsches Gelehrtenleben. Keil, Berlin 1938.
- Einführung in die konforme Abbildung. De Gruyter, Berlin 1949.
- Theorie der geometrischen Konstruktionen. Basel 1952 (= Mathematische Reihe, Band 13)
- Theorie der gewöhnlichen Differentialgleichungen auf funktionentheoretischer Grundlage dargestellt. Berlin 1953. (= Die Grundlehren der mathematischen Wissenschaften in Einzeldarstellungen, Band LXVI)
- Analytische Fortsetzung. Berlin 1955 (=Ergebnisse der Mathematik und ihrer Grenzgebiete, Band 3)
- Einführung in die Theorie der Differentialgleichungen im reellen Gebiet. Springer, Berlin, Göttingen, Heidelberg 1956.
- Einführung in die analytische Geometrie. 6. Auflage, Bielefeld 1962.

## Признание
- Бибербах был докладчиком на международном Конгрессе математиков, состоявшемся в Цюрихе в 1932 году.